# Igel (Wappentier)

Igel im Wappen von Viļaka, Lettland

Der Igel ist in der Heraldik im deutschen Sprachraum ein eher selten verwendetes Wappentier, in Italien ist es durch die Familie Ricci (riccio = Igel) in verschiedenen Abwandlungen stärker vertreten.
Seine Darstellung ist stehend oder laufend (ein Bein nach vorn angehoben) im Wappenfeld. Erkennbar ist er durch den hochgebogenen Rücken. Die Stacheln sind leicht aufgestellt. Die Farbgebung erfolgt nach den heraldischen Regeln. Hauptblickrichtung ist nach der heraldisch rechten Seite. Das Tier wird vorwiegend in der Seitenansicht gezeigt. Aufgerichtet wie ein Löwe im Wappen oder in der Schutzhaltung „Rolle“ ist sehr selten. Je nach Wappenmaler wird das Gesicht deutlicher dargestellt, aber nicht bei der Beschreibung erwähnt.
Als redendes Wappen kommt er, in Verbindung mit dem Böhmischen Löwen, im Wappen der Stadt Iglau in Böhmen vor.

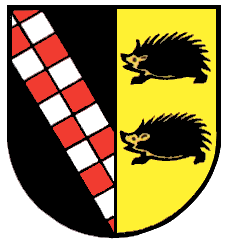
Igelswies, Stadt Meßkirch
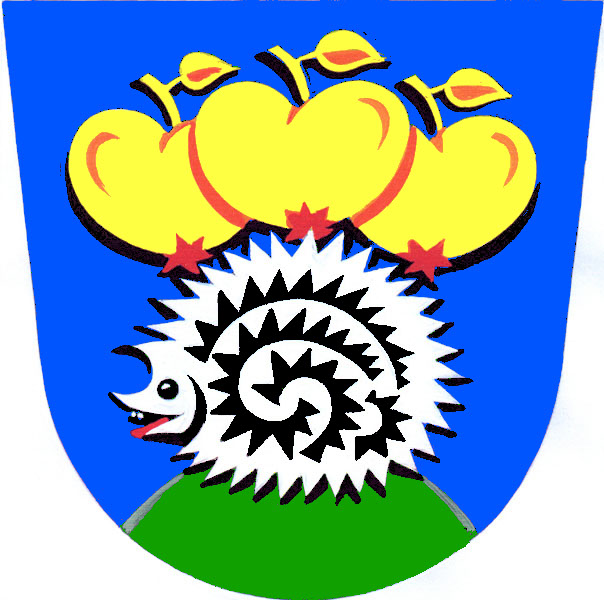
Gemeinde Jeschkowitz
Stadt Iglau
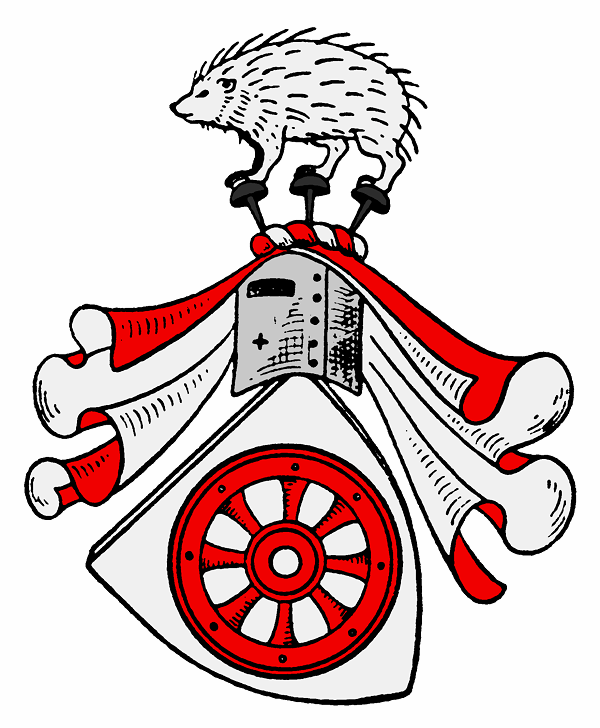
Igel im Oberwappen vom Geschlecht Stülpnagel
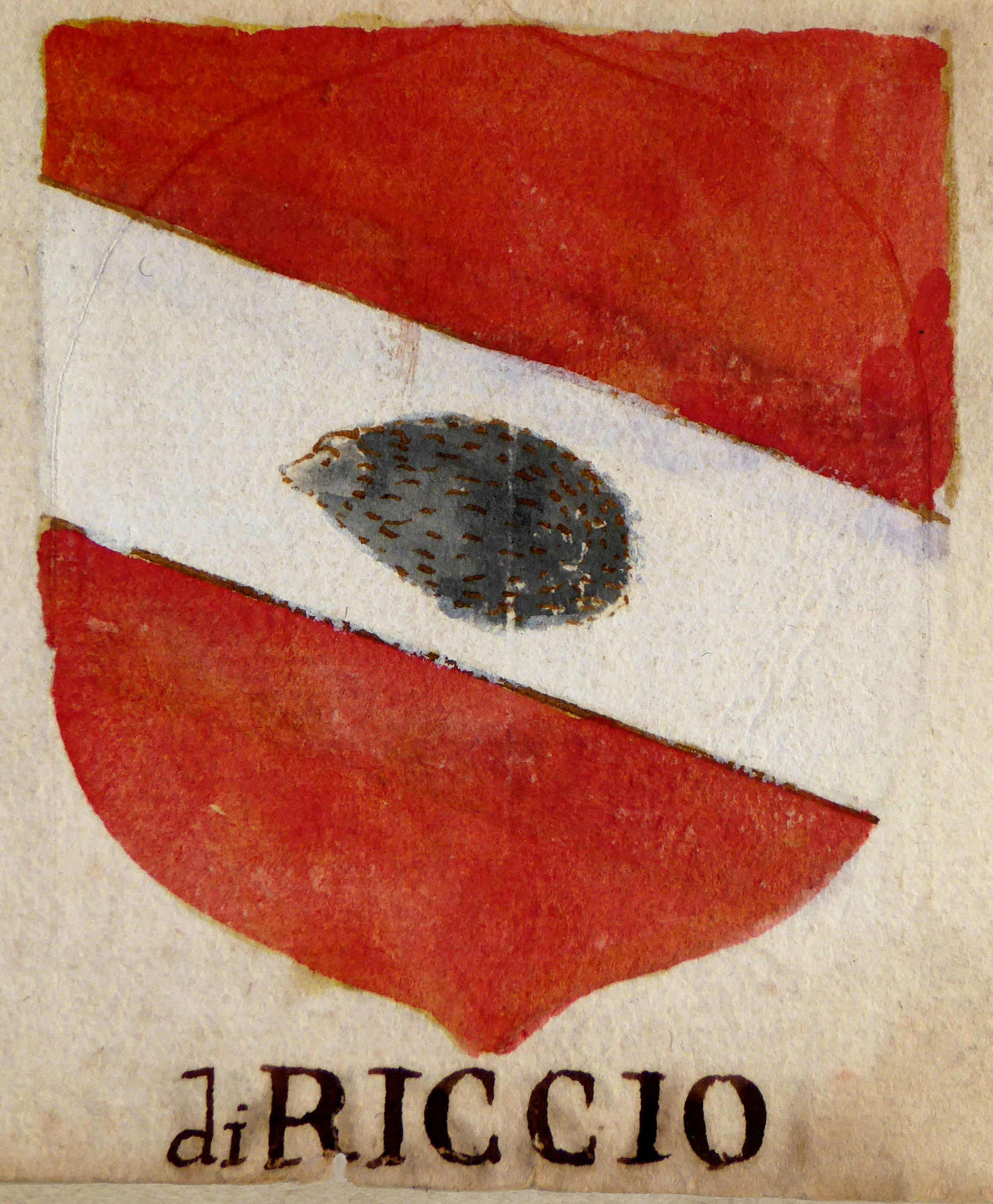
Wappen der Familie Ricci
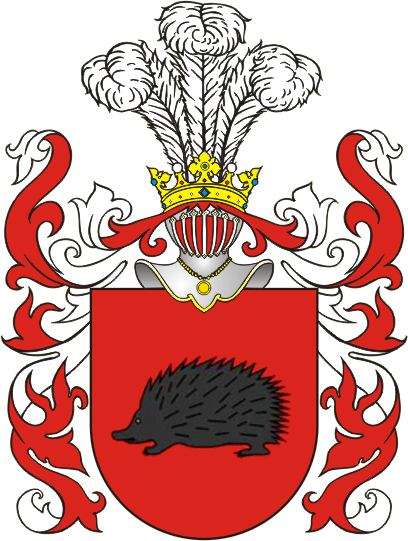
Wappen der Familie Lisowski